# 乃木坂的フラクタル
『乃木坂的フラクタル』（のぎざかてきフラクタル、略称：乃木フラ）は、アピリッツより配信されるスマートフォン用ゲームアプリ。内容は乃木坂46を主題とした育成ゲーム。2021年8月12日サービス開始。基本プレイ無料（アイテム課金制）。
サービス開始当初はgumiによる配信・運営であり2024年12月1日からのアピリッツとの共同運営体制を経て、2025年6月1日より配信および運営権がアピリッツへ移管されている。

## 概要
プレイヤーは乃木坂46のプロデューサーとなり、 メンバーの成長を応援していくゲームアプリとなっている。自分で選んだメンバーを最大6名まで自由に編成し、映像音源とともに臨場感あふれる3Dライブが楽しむことができる。また、歴代衣装も登場し、ライブを彩るコンテンツが多数存在したり、完全撮り下ろしのフォト・映像・ボイスが1000点以上収録されている。

## CM
- 第1弾（2021年9月17日 - ）[6]
  - 秋元真夏篇
  - 齋藤飛鳥篇
  - 北野日奈子篇
  - 岩本蓮加篇
  - 梅澤美波篇
  - 山下美月篇
  - 与田祐希篇
  - 遠藤さくら篇
  - 賀喜遥香篇
  - 田村真佑篇

## 矢久保の部屋
乃木フラの公認サポーターである矢久保美緒によるトーク番組で、乃木坂的フラクタル公式Xで生配信されている。また、【公式】乃木坂的フラクタルチャンネル - YouTubeチャンネルでアーカイブ映像が公開されている。
| 回数 | 出演者                                                                                             |
| ---- | -------------------------------------------------------------------------------------------------- |
| #1   | 矢久保美緒                                                                                         |
| #2   | 矢久保美緒、柴田柚菜                                                                               |
| #3   | 矢久保美緒、賀喜遥香                                                                               |
| #4   | 矢久保美緒、5期生                                                                                  |
| #5   | 矢久保美緒、遠藤さくら                                                                             |
| #6   | 矢久保美緒、樋口日奈                                                                               |
| #7   | 矢久保美緒、鈴木絢音                                                                               |
| #8   | 矢久保美緒、林瑠奈                                                                                 |
| #9   | 矢久保美緒、秋元真夏                                                                               |
| #10  | 矢久保美緒、井上和                                                                                 |
| #11  | 矢久保美緒、伊藤理々杏、岩本蓮加、北川悠理、阪口珠美、佐藤楓、佐藤璃果、田村真佑、中村麗乃、林瑠奈 |
| #12  | 矢久保美緒、菅原咲月                                                                               |
| #13  | 矢久保美緒、松尾美佑                                                                               |
| #14  | 矢久保美緒、梅澤美波                                                                               |
| #15  | 矢久保美緒、五百城茉央                                                                             |
| #16  | 矢久保美緒、奥田いろは                                                                             |
| #17  | 矢久保美緒、伊藤理々杏                                                                             |
| #18  | 矢久保美緒、岩本蓮加                                                                               |
| #19  | 矢久保美緒、弓木奈於                                                                               |
| #20  | 矢久保美緒、与田祐希                                                                               |
| #21  | 矢久保美緒、筒井あやめ                                                                             |
| #22  | 矢久保美緒、川﨑桜                                                                                 |
| #23  | 阪口珠美、黒見明香                                                                                 |
| #24  | 矢久保美緒、吉田綾乃クリスティー                                                                   |
| #25  | 矢久保美緒、久保史緒里                                                                             |
| #26  | 矢久保美緒、小川彩                                                                                 |
| #27  | 矢久保美緒、岡本姫奈                                                                               |
| #28  | 矢久保美緒、中西アルノ                                                                             |
| #29  | 矢久保美緒、一ノ瀬美空                                                                             |
| #30  | 矢久保美緒、向井葉月                                                                               |
| #31  | 矢久保美緒、金川紗耶                                                                               |
| #32  | 矢久保美緒、冨里奈央                                                                               |
| #33  | 矢久保美緒、中村麗乃                                                                               |
| #34  | 矢久保美緒、佐藤楓                                                                                 |
| #35  | 矢久保美緒、田村真佑                                                                               |
| #36  | 矢久保美緒、佐藤璃果                                                                               |
| #37  | 矢久保美緒、池田瑛紗                                                                               |
| #38  | 矢久保美緒、黒見明香、松尾美佑                                                                     |
| #39  | 矢久保美緒、6期生                                                                                  |

## 商標登録
特許情報プラットフォーム「J-PlatPat」によれば、「乃木坂的フラクタル」が商標登録されている。権利者は、株式会社gumiである。